# Evgheni Fedorovici Novițki
Evgheni Fedorovici Novițki (în rusă Евгений Фёдорович Новицкий) (n. 29 noiembrie 1867 – d. 11 iunie 1931) a fost unul dintre generalii Armatei Țariste Ruse din Primul Război Mondial.
A îndeplinit funcția de comandant al Corpului 45 Armată rus în campania acesteia din România, având gradul de general-locotenent.:p. 181 